# Козловка (приток Сургута)
Козловка — река в Кинель-Черкасском и Сергиевском районах Самарской области России. Устье реки находится в 34 км по левому берегу реки Сургут. Длина реки составляет 35 км, площадь водосбора 248 км². В 21 км от устья по правому берегу реки впадает река Копковка.

## Данные водного реестра
По данным государственного водного реестра России относится к Нижневолжскому бассейновому округу, водохозяйственный участок реки — Сок от истока и до устья, речной подбассейн реки — подбассейн отсутствует. Речной бассейн реки — Волга от верховий Куйбышевского вдхр. до впадения в Каспий.
Код объекта в государственном водном реестре — 11010000612112100005860.